# Liste der Naturdenkmäler im Bezirk Klagenfurt-Land
Die Liste der Naturdenkmäler im Bezirk Klagenfurt-Land listet die als Naturdenkmal ausgewiesenen Objekte im Bezirk Klagenfurt-Land im Bundesland Kärnten auf.

## Naturdenkmäler
| Foto |                 | Name                                        | ID    | Standort                                            | Beschreibung | Fläche  | Datum |
| ---- | --------------- | ------------------------------------------- | ----- | --------------------------------------------------- | --- | ------- | ----- |
| 1    | Datei hochladen | 2 Maulbeerbäume in Ebenthal                 | KL 55 | Ebenthal KG: Ebenthal Standort                      | Die beiden um 1860 gepflanzten Bäume sind kulturgeschichtliche Zeugen einer längst erloschenen Seidenraupenzucht in Kärnten. Der nördliche Baum neigt sich stark nach Norden und wird durch Pfosten gestützt; am südlichen Baum neigen sich die Hauptäste stark nach Süden, Stützung durch zwei Pfosten.                       | 190 m²  | 2011  |
| 1    | Datei hochladen | Lindenallee in Ebenthal                     | KS 01 | Ebenthal KG: Ebenthal Standort                      | Vom ursprünglichen Bestand (300 Linden 1943) waren 1960 nur noch 115 erhalten, 1987 wieder 380. Dazu zehn Linden in der Zellerstraße. Eine genaue Auflistung der Bäume samt Gesamtzustand befindet sich im Stadtgartenamt Klagenfurt.Anmerkung: Die Lindenallee verläuft auf den Gemeindegebieten von Ebenthal und Klagenfurt. | 0,63 ha | 1943  |
| 1    | Datei hochladen | Linden in Dollich                           | KL 10 | Ferlach KG: Ferlach Standort                        | Die Kapellenlinden (eine Winter- und eine Sommer-Linde) in Dollich waren zum Zeitpunkt der Unterschutzstellung über 270 Jahre alt. | 190 m²  | 1942  |
| 1    | Datei hochladen | Gemeine Rosskastanie in Ferlach             | KL 54 | Ferlach KG: Ferlach Standort                        | Morphologisch außergewöhnlicher Baum (Schlangenkastanie) im Schlosspark von Ferlach. Ausladende Äste werden durch kleine Pflöcke abgestützt, um die Verwitterung durch Bodenkontakt zu vermeiden. | 200 m²  | 1993  |
| 1    | Datei hochladen | Tschaukofall                                | KL 03 | Ferlach KG: Loiblthal, Windisch Bleiberg Standort   | 30 m hoher Wasserfall in der Tscheppaschlucht. | 0,78 ha | 1976  |
| 1    | Datei hochladen | Winter-Linde in Waidisch                    | KL 08 | Ferlach KG: Waidisch Standort                       | Die Linde in Waidisch, vor dem Gasthof „Zur Linde“, war zum Zeitpunkt der Unterschutzstellung etwa 370 Jahre alt. | 200 m²  | 1941  |
| 1    | Datei hochladen | Sommer-Linde beim Bodenbauer                | KL 11 | Ferlach KG: Windisch Bleiberg Standort              | Die Linde steht südlich des Gasthauses Bodenbauer auf einer Wiese. Sie war zum Zeitpunkt der Unterschutzstellung etwa 370 Jahre alt. | 200 m²  | 1979  |
| 1    | Datei hochladen | Sommer-Linde im Schlosshof Grafenstein      | KL 19 | Grafenstein KG: Grafenstein Standort                | Die mächtige Linde im Hof von Schloss Grafenstein soll 1684 gepflanzt worden sein. | 379 m²  | 1937  |
| 1    | Datei hochladen | Rauth Teich                                 | KL 04 | Keutschach am See KG: Keutschach Standort           | Der Teich nördlich der Ortschaft Rauth hat eine Wasserfläche von 2,1 ha.Anmerkung: Verortung möglicherweise ungenau! Exakte Verortung noch erforderlich! | 5,33 ha | 1978  |
| 1    | Datei hochladen | Stiel-Eiche beim Schloss Keutschach         | KL 05 | Keutschach am See KG: Keutschach Standort           | Die Eiche südlich des Schlossteiches in Keutschach war zum Zeitpunkt der Unterschutzstellung etwa 270 Jahre alt. | 153 m²  | 1941  |
| 1    | Datei hochladen | Sommer-Linde in Keutschach                  | KL 24 | Keutschach am See KG: Keutschach Standort           | Die Mehr als 500 Jahre alte Linde vor dem Gasthaus Brückler hat einen Stammumfang von 6,30 Metern. In ca. 1 m Höhe wächst ein starker Nebenstamm fast rechtwinklig vom Hauptstamm weg. Auf der Westseite findet man in 1,80 m Höhe zwei alte Astausbrüche, die mit Beton versiegelt sind.                                      | 113 m²  | 1955  |
| 1    | Datei hochladen | 2 Buchen in Krumpendorf                     | KL 17 | Krumpendorf am Wörthersee KG: Drasing Standort      | Die zwei Buchen auf einer Böschung unter der Autobahn im Bereich Hornsteinerweg waren zum Zeitpunkt der Unterschutzstellung etwa 120 bis 170 Jahre alt. Ursprünglich handelte es sich um eine 5 Bäume umfassende Baumgruppe; ein Baum wurde am 19. Mai 1982 vom Blitz getroffen und entfernt.                                  | 358 m²  | 1943  |
| 1    | Datei hochladen | Gletschertopf in Gurlitsch                  | KL 07 | Krumpendorf am Wörthersee KG: Gurlitsch II Standort | Gletschertopf 400 m nordwestlich des Gasthofes Jerolitsch. | 13 m²   | 1941  |
| 1    | Datei hochladen | Stiel-Eiche in Krumpendorf „Kern-Eiche“     | KL 28 | Krumpendorf am Wörthersee KG: Krumpendorf Standort  | Die Stieleiche am Seeufer war zum Zeitpunkt der Unterschutzstellung etwa 150 Jahre alt. | 113 m²  | 1955  |
| 1    | Datei hochladen | Stiel-Eiche in Krumpendorf „Egger-Eiche“    | KL 27 | Krumpendorf am Wörthersee KG: Krumpendorf Standort  | Die Stieleiche war zum Zeitpunkt der Unterschutzstellung etwa 200 Jahre alt. | 153 m²  | 1955  |
| 1    | Datei hochladen | Sommer-Linde in Rottmannsdorf, Kramer-Linde | KL 38 | Magdalensberg KG: Gammersdorf Standort              | Die alte Tanzlinde in Treffelsdorf ist über 600 Jahre alt. Von den ursprünglich 8 Hauptästen sind nur mehr 2 vorhanden, die übrigen sind abgebrochen und mit Kallus überwuchert, der Stamm mit einem Durchmesser von 8,70 Metern ist hohl.                                                                                     | 113 m²  | 1955  |
| 1    | Datei hochladen | Sommer-Linde in Göriach                     | KL 36 | Magdalensberg KG: Ottmanach Standort                | Die stattliche Linde am Südhang des Magdalensberges war zum Zeitpunkt der Unterschutzstellung etwa 270 Jahre alt. | 200 m²  | 1955  |
| 1    | Datei hochladen | Sommer-Linde inTreffelsdorf, Zechner-Linde  | KL 37 | Magdalensberg KG: Ottmanach Standort                | Die Hoflinde am Zechnerhof war zum Zeitpunkt der Unterschutzstellung etwa 220 Jahre alt. Der Baum steht neben dem Zechnerkreuz etwa am Schnittpunkt dreier Katastralgemeinden (Ottmanach, Possau, Gammersdorf). | 50 m²   | 1955  |
| 1    | Datei hochladen | Lindenallee in Ottmanach                    | KL 39 | Magdalensberg KG: Ottmanach Standort                | Die Allee bestand ursprünglich aus 2 Rosskastanien und 10 Linden; die Bäume waren zum Zeitpunkt der Unterschutzstellung bis zu 270 Jahre alt. 2009 waren es noch 11 Bäume; 2010 wurden vier, und 2012 drei weitere entfernt. Ersatzpflanzungen waren jeweils vorzunehmen.                                                      | 661 m²  | 1955  |
| 1    | Datei hochladen | Portendorfer Weiher                         | KL 15 | Magdalensberg KG: Portendorf Standort               | Zu- und abflussloser Weiher in einem natürlichen Becken im Zustande der Verlandung. | 1,88 ha | 1980  |
| 1    | Datei hochladen | Altmoräne „Ewiger Regen“ in Maria Rain      | KL 13 | Maria Rain KG: Tschedram Standort                   | Eine Altmoräne der zweiten Eiszeit (Mindelmoräne) unterhalb einer Konglomeratplatte (Hollenburger Nagelfluh) mit einer Wandfläche von ca. 750 m². | 251 m²  | 1942  |
| 1    | Datei hochladen | Weiß-Kiefer, Kreuzforche                    | KL 47 | Maria Saal KG: Kading Standort                      | Grenzbaum. Die ursprüngliche Kiefer, zum Zeitpunkt der Unterschutzstellung etwa 120 Jahre alt, existiert nicht mehr, die Plakette wurde auf einem nebenstehenden Baum angebracht. | 78 m²   | 1957  |
| 1    | Datei hochladen | Sommer-Linde in Lind                        | KL 31 | Maria Saal KG: Karnburg Standort                    | Die kleine Kirche von Lind wurde 1761 erbaut, die Linde stand schon früher dort. Der Baum steht auf einer alten Dingstätte. | 78 m²   | 1955  |
| 1    | Datei hochladen | Sommer-Linde in Lind bei Stegendorf         | KL 14 | Maria Saal KG: Karnburg Standort                    | Die Linde auf freier Viehweide nördlich des Schlosses Lind war zum Zeitpunkt der Unterschutzstellung etwa 270 Jahre alt. Laut einer Meldung der Ktn. Bergwacht 2003 brach ein Stamm bei einem Unwetter ab.Anmerkung: Verortung möglicherweise ungenau! Exakte Verortung noch erforderlich!                                     | 113 m²  | 1942  |
| 1    | Datei hochladen | Sommer-Linde in Karnburg                    | KL 33 | Maria Saal KG: Karnburg Standort                    | Die Sommerlinde war zum Zeitpunkt der Unterschutzstellung etwa 300 Jahre alt. | 173 m²  | 1955  |
| 1    | Datei hochladen | Sommer-Linde in Stegendorf                  | KL 12 | Maria Saal KG: Karnburg Standort                    | Die Dorflinde in der Ortsmitte von Stegendorf war bei der Unterschutzstellung über 400 Jahre alt. | 113 m²  | 1942  |
| 1    | Datei hochladen | Stiel-Eiche in Wrießnitz                    | KL 32 | Maria Saal KG: Karnburg Standort                    | Die Eiche war zum Zeitpunkt der Unterschutzstellung über 220 Jahre alt. | 469 m²  | 1955  |
| 1    | Datei hochladen | Sommer-Linde in Maria Wörth                 | KL 01 | Maria Wörth KG: Maria Wörth Standort                | Die Dorflinde in Maria Wörth war bei der Unterschutzstellung etwa 620 Jahre alt. Der Stamm hat einen Umfang von 5,40 Metern. | 254 m²  | 1941  |
| 1    | Datei hochladen | Kapuzinerinsel                              | KL 51 | Maria Wörth KG: Maria Wörth Standort                | Insel mit Schilfbeständen, wichtiger Brutraum für Wasservögel. | 2,64 ha | 1968  |
| 1    | Datei hochladen | Schwarzer Felsen                            | KL 09 | Maria Wörth KG: Reifnitz Standort                   | 18 m hohe Felswand am Südufer des Wörthersees in Maiernigg. | 420 m²  | 1956  |
| 1    | Datei hochladen | Lanzendorfer Moor                           | KL 18 | Poggersdorf KG: Leibsdorf Standort                  | Das Niedermoor östlich der Ortschaft Lanzendorf hat eine Ausdehnung von 160 × 270 m, davon etwa 1/3 offene Wasserfläche. Die Mulde ist ein so genanntes Toteisloch. | 3,33 ha | 1980  |
| 1    | Datei hochladen | Gletschertopf in Pritschitz                 | KL 06 | Pörtschach am Wörther See KG: Sallach Standort      | Gletschertopf unmittelbar nördlich neben der Bundesstraße 83. | 20 m²   | 1941  |
| 1    | Datei hochladen | Sommer-Linde in Pritschitz, Napoleonlinde   | KL 21 | Pörtschach am Wörther See KG: Sallach Standort      | Der landschaftsprägende Baum in Pritschitz an der Bundesstraße zwischen Pörtschach und Krumpendorf hat einen Stammumfang von 9,5 Metern und ist jedenfalls über 500, vielleicht etwa 800 Jahre alt. | 78 m²   | 1937  |
| 1    | Datei hochladen | 2 Sommer-Linden in Zell Pfarre              | KL 46 | Zell KG: Zell bei der Pfarre Standort               | Die weithin sichtbaren Linden stehen nördlich des Rutar-Kreuzes; sie waren zum Zeitpunkt der Unterschutzstellung etwa 200 Jahre alt. | 314 m²  | 1987  |

## Ehemalige Naturdenkmäler
| Foto |                 | Name               | ID    | Standort             | Beschreibung | Fläche | Datum |
| ---- | --------------- | ------------------ | ----- | -------------------- | --- | ------ | ----- |
| 1    | Datei hochladen | Zwei Sommer-Linden | KL 34 | Maria Wörth Standort | Die beiden Linden bei der St.-Anna-Kirche waren zum Zeitpunkt der Unterschutzstellung über 300 Jahre alt. Sie wurden zwischen 2010 und 2015 gefällt. | 190 m² | 1955  |

| Foto:                    | Fotografie des Naturdenkmals. Klicken des Fotos erzeugt eine vergrößerte Ansicht. Daneben finden sich zwei Symbole: \| Weitere Bilder vorhanden \| Das Symbol bedeutet, dass weitere Fotos des Objekts verfügbar sind. Durch Klicken des Symbols werden sie angezeigt. \| \| Eigenes Foto hochladen \| Durch Klicken des Symbols können weitere Fotos des Objekts in das Medienarchiv Wikimedia Commons hochgeladen werden. \| |
| Name:                    | Bezeichnung des Naturdenkmals laut offiziellen Quellen |
| ID                       | Identifikator |
| Standort:                | Es ist die Gemeinde und falls vorhanden die Adresse angegeben. Darunter sind die Katastralgemeinde (KG) und die Grundstücksnummer angeführt. Durch Aufruf des Links Standort wird die Lage des Denkmals in verschiedenen Kartenprojekten angezeigt. |
| Beschreibung             | Kurze Beschreibung des Naturdenkmals |
| Fläche                   | Fläche des Naturdenkmals in Hektar (ha) |
| Datum                    | Datum oder Jahr der Unterschutzstellung |
| Weitere Bilder vorhanden | Das Symbol bedeutet, dass weitere Fotos des Objekts verfügbar sind. Durch Klicken des Symbols werden sie angezeigt. |
| Eigenes Foto hochladen   | Durch Klicken des Symbols können weitere Fotos des Objekts in das Medienarchiv Wikimedia Commons hochgeladen werden. |